# لينا غرينتشيكايته سامول
لينا غرينتشيكايته سامول (بالليتوانية: Lina Grinčikaitė-Samuolė) هي عداءة مسافات قصيرة ليتوانية ولدت في يوم 3 مايو 1987 في مدينة كلايبيدا في ليتوانيا تخصصت في مسافات 100 و 200 متر، أبرز إنجازاتها هو فوزها بالميدالية البرونزية في نهائي سباق 100 متر في بطولة أوروبا لألعاب القوى 2012 في هلسنكي في فنلندا، أفضل رقم شخصي لها هو 11.19 ثانية وهو رقم وطني بالنسبة لبلدها ليتوانيا في سباق 100 متر، وفي ال200 متر أفصل رقم لها هو 23.33 ثانية.

## روابط خارجية
- لينا غرينتشيكايته سامول على موقع الاتحاد الدولي لألعاب القوى (الإنجليزية)
- لينا غرينتشيكايته سامول على موقع الدوري الماسي (الإنجليزية)
- لينا غرينتشيكايته سامول على موقع أوليمبيديا (الإنجليزية)
- لينا غرينتشيكايته سامول على موقع اللجنة الأولمبية الليتوانية (الليتوانية)